# دول هيل
دول هيل (بالإنجليزية: Dulé Hill)‏ هو منتج وممثل أمريكي، ولد في 3 مايو 1975 في الولايات المتحدة.https://www.tvinsider.com/people/dule-hill/ بدأ مشواره المهني سنة 1988.

## أعمال

### أفلام
- (2000) رجال الشرف[6]
- (2003) حفر
- (2006) الوصي[7]

### مسلسلات
- الجناح الغربي
- سايك

## وصلات خارجية
- دول هيل على موقع IMDb (الإنجليزية)
- دول هيل على موقع ألو سيني (الفرنسية)
- دول هيل على موقع أول موفي (الإنجليزية)
- دول هيل على موقع قاعدة بيانات برودواي على الإنترنت (الإنجليزية)
- دول هيل على موقع قاعدة بيانات الأفلام السويدية (السويدية)
- دول هيل على موقع إن إن دي بي (الإنجليزية)
- دول هيل على موقع قاعدة بيانات الفيلم (الإنجليزية)
- دول هيل على موقع كينوبويسك (الروسية)